# Dismidila regularis
Dismidila regularis là một loài bướm đêm trong họ Crambidae.